# Ferdinand Dexinger
Ferdinand Dexinger (* 24. April 1937 in Wien; † 21. Februar 2003 ebenda) war ein österreichischer Judaist.

## Leben
Er studierte an der Universität Wien Theologie, wo er 1964 promovierte. Von 1983 bis 2002 lehrte er als außerordentlicher Universitätsprofessor am Institut für Judaistik der Universität Wien.

## Schriften (Auswahl)
- Sturz der Göttersöhne oder Engel vor der Sintflut? Versuch eines Neuverständnisses von Genesis 6, 2 - 4 unter Berücksichtigung der religionsvergleichenden und exegesegeschichtlichen Methode . Wien 1966, OCLC 311751441.
- Das Buch Daniel und seine Probleme. Stuttgart 1969, OCLC 612222965.
- Henochs Zehnwochenapokalypse und offene Probleme der Apokalyptikforschung. Leiden 1977, ISBN 90-04-05428-6.
- mit Jos Rosenthal: Als die Heiden Christen wurden. Zur Geschichte des frühen Christentums. Limburg 2001, ISBN 3-7867-8397-7.
- Der Glaube der Juden. Limburg 2003, ISBN 3-7867-8474-4.